# Pseudobarbus asper
Pseudobarbus asper là một loài cá vây tia trong họ Cá chép. Đây là loài đặc hữu của Cộng hòa Nam Phi.